# Borg (Sarre)
Pour les articles homonymes, voir Borg.
Borg est un ortsteil de la commune allemande de Perl en Sarre.

## Démographie
| 1802 | 1900 | 1939 | 1950 | 1961 | 1974 | 2004 | 2010 | 2014 | - | - | - |
| ---- | ---- | ---- | ---- | ---- | ---- | ---- | ---- | ---- | - | - | - |
| 302  | 384  | 415  | 382  | 349  | 356  | 382  | 390  | 395  | - | - | - |

## Lieux et monuments

### Villa romaine
- Entre les villages de Borg et d'Oberleuken, un site romain a été découvert à la fin du XIXe siècle. À la fin des années 1980, des fouilles ont été entreprises et des travaux de reconstruction ont commencé au milieu des années 1990. La Villa romaine de Borg fut reconstituée en tenant compte des résultats des fouilles mais aussi en s'inspirant de sites similaires des environs tels que la villa romaine d'Echternach au Luxembourg[2].